# ذخیره‌گاه زیست‌کره جنوب غربی نوا
ذخیره‌گاه زیست‌کره جنوب غربی نوا (به انگلیسی: Southwest Nova Biosphere Reserve) یک ذخیره‌گاه زیست‌کره در کانادا است که در نوا اسکوشیا واقع شده‌است.